# 상계동 철거
상계동 철거(上溪洞 撤去)는 1986년에서 1987년에 걸쳐 서울특별시 노원구 상계5동 173번지의 슬럼이 강제 철거된 사건이다.
상계5동 173번지는 1960년대 중반부터 서울 도심에서 쫓겨난 철거민들이 흙집을 지어 모여 살게 된 곳이었다. 1985년 4월 상계동을 경유하는 서울 지하철 4호선이 개통되면서 상계5동 173번지 슬럼은 재개발 사업 예정 지구로 지정되었는데, 당시 1,524가구(집주인 943가구, 세입자 581가구)가 살고 있었다. 1986년 3월 철거 계고장이 나오자 집주인들은 빠른 재개발을 위한 철거를 지지한 반면 갈 곳이 없던 세입자들은 대책 마련을 우선하라며 천주교 도시빈민사목협의회를 통해 대책위원회를 만들고 맞섰다.
세입자가 160가구로 줄어든 6월 26일부터 집주인들은 용역깡패를 동원해 철거를 강행했고 경찰은 이를 방조하며 세입자들의 시위를 진압했다. 이후 세입자 78가구가 천막을 치고 농성을 계속했으나 1987년 4월 14일 서울특별시의 행정대집행으로 천막까지 완전히 철거되었다. 철거민 78가구는 명동성당으로 쫓겨갔다가 6월 항쟁에 참여했다. 철거민 중 37가구는 1988년 1월 경기도 남양주에 정착했고, 나머지 35가구는 좀 더 명동성당에 머무르다 경기도 부천시 고강동에 정착했다.